# Sichuansångare
Ej att förväxla med sichuansmygsångare.
Sichuansångare (Phylloscopus forresti) är en asiatisk tätting i familjen lövsångare.

## Utseende och läten
Sichuansångaren är en liten (9-10 cm) men kraftig och tydligt tecknad lövsångare. Den är mycket lik himalayasångare som den tidigare ansågs vara en del av, men skiljer sig genom att vara mindre brunaktig ovan samt att ha mer svavelgul övergump och svart istället för blek bas på undre näbbhalvan. Även lätena skiljer sig något; sången är långsammare och har större tonbredd medan lätet är ett "tsuist" iställte för ett kortare "psit".

## Utbredning och systematik
Sichuansångaren förekommer i sydöstra Kina (östra Xizang österut till södra Shaanxi och söderut till Yunnan och västra Sichuan), möjligen även västra och norra Myanmar. Vintertid ses den från sydöstra Xizang och södra Sichuan söderut till östra Myanmar, nordvästra Thailand och norra Vietnam. Tidigare betraktades den som underart till himalayasångare (P. chloronotus) som i sin tur behandlats som under art till kungsfågelsångare (P. proregulus), men urskiljs numera som egen art efter studier som visar på skillnader i utseende, läten och genetik. Den behandlas som monotypisk, det vill säga att den inte delas in i några underarter.

### Släktestillhörighet
Arten placeras vanligen i släktet Phylloscopus, men vissa auktoriteter bryter ut sichuansångare med släktingar (bland annat tajgasångare och kungsfågelsångare) till ett eget släkte, Abrornis. Genetiska studier visar att den är systerart till himalayasångaren (P. chloronotus). Dessa två är vidare närmast släkt med artparet kungsfågelsångare (P. proregulus) och gansusångare (P. gansuensus).

### Familjetillhörighet
Lövsångarna behandlades tidigare som en del av den stora familjen sångare (Sylviidae). Genetiska studier har dock visat att sångarna inte är varandras närmaste släktingar. Istället är de en del av en klad som även omfattar timalior, lärkor, bulbyler, stjärtmesar och svalor. Idag delas därför Sylviidae upp i ett antal familjer, däribland Phylloscopidae. Lövsångarnas närmaste släktingar är familjerna cettior (Cettiidae), stjärtmesar (Aegithalidae) samt den nyligen urskilda afrikanska familjen hylior (Hyliidae).

## Levnadssätt
Sichuansångaren förekommer huvudsakligen i barrskog med gran och ädelgran, med inslag av lövträd. Födan är dåligt känd, men består av insekter och deras larver. Den ses födosöka ensam, utanför häckningsrid i blandade artflockar. Fågeln häckar från slutet av maj och in i juni. Information om dess häckningsbiologi i övrigt saknas, men tros inte skilja sig nämnvärt från himalayasångare. Arten är en höjdledsflyttare som rör sig mot lägre regioner vintertid, men lämnar även generellt norra delen av utbredningsområdet helt.

## Status och hot
Arten har ett stort utbredningsområde, men tros minska i antal, dock inte tillräckligt kraftigt för att den ska betraktas som hotad. Internationella naturvårdsunionen IUCN listar arten som livskraftig (LC).  Världspopulationen har inte uppskattats men den beskrivs som vanlig till lokalt mycket vanlig.

## Namn
Fågelns vetenskapliga artnamn hedrar George Forrest (1873-1932), skotsk botaniker, upptäcktsresande och samlare av specimen verksam i Himalaya, Tibet och sydvästra Kina.